# Golăiești
Golăieşti é uma comuna romena localizada no distrito de Iaşi, na região de Moldávia. A comuna possui uma área de 53.96 km² e sua população era de 3987 habitantes segundo o censo de 2007.